# Procleomenes longicollis
Procleomenes longicollis là một loài bọ cánh cứng trong họ Cerambycidae.